# Giải bóng đá U-21 Quốc gia 2004
Giải bóng đá U-21 Quốc gia 2004, tên gọi chính thức là Giải bóng đá U-21 Toàn quốc – Cúp Báo Thanh Niên 2004, là mùa giải thứ tám của Giải bóng đá Vô địch U-21 Quốc gia do Liên đoàn bóng đá Việt Nam (VFF) phối hợp với báo Thanh Niên tổ chức. Vòng chung kết của giải, gồm 8 đội bóng, được tổ chức tại Gia Lai từ ngày 10 đến ngày 20 tháng 10 năm 2004.

## Các đội bóng
33 đội bóng đã đăng ký tham dự giải đấu từ vòng loại. Đội đương kim vô địch Đà Nẵng và đội chủ nhà của vòng chung kết Hoàng Anh Gia Lai được miễn thi đấu vòng loại. Các đội bóng được sắp xếp sẵn vào các bảng đấu dựa theo khu vực địa lý. 

## Vòng loại

### Các đội vượt qua vòng loại
| Câu lạc bộ             | Tư cách vượt qua vòng loại | Tham dự vòng chung kết | Thành tích tốt nhất        |
| ---------------------- | -------------------------- | ---------------------- | -------------------------- |
| Hoàng Anh Gia Lai      | Chủ nhà                    | 2 lần                  | Tứ kết (1997)              |
| Đà Nẵng                | Đương kim vô địch          | 6 lần                  | Vô địch (2003)             |
| Pjico Sông Lam Nghệ An | Bảng A                     | 6 lần                  | Vô địch (2000, 2001, 2002) |
| Sông Đà Nam Định       | Bảng A                     | 3 lần                  | Vòng bảng (2001, 2002)     |
| Khánh Hòa              | Nhất bảng B                | Lần đầu                | Lần đầu                    |
| Thành Long             | Nhất bảng C                | Lần đầu                | Lần đầu                    |
| Ngân hàng Đông Á       | Nhất bảng D                | Lần đầu                | Lần đầu                    |
| Đồng Tháp              | Nhất bảng E                | 5 lần                  | Á quân (1998)              |

## Vòng bảng

### Bảng A
| VT | Đội                    | ST | T | H | B | BT | BB | HS | Đ | Giành quyền tham dự     |
| -- | ---------------------- | -- | - | - | - | -- | -- | -- | - | ----------------------- |
| 1  | Pjico Sông Lam Nghệ An | 3  | 2 | 1 | 0 | 6  | 1  | +5 | 7 | Vòng đấu loại trực tiếp |
| 2  | Khánh Hòa              | 3  | 1 | 1 | 1 | 5  | 4  | +1 | 4 | Vòng đấu loại trực tiếp |
| 3  | Thành Long             | 3  | 1 | 0 | 2 | 2  | 7  | −5 | 3 |                         |
| 4  | Hoàng Anh Gia Lai (H)  | 3  | 0 | 2 | 1 | 3  | 4  | −1 | 2 |                         |

| Hoàng Anh Gia Lai | 1–1      | Khánh Hòa   |
| ----------------- | -------- | ----------- |
| Đình Việt 39'     | Chi tiết | Tấn Tài 76' |

| Pjico Sông Lam Nghệ An            | 2–0      | Thành Long |
| --------------------------------- | -------- | ---------- |
| - Công Mạnh H1', H2' - Xuân Thắng | Chi tiết | - Anh Tài  |

| Khánh Hòa | 4–0      | Thành Long |
| --------- | -------- | ---------- |
|           | Chi tiết |            |

| Hoàng Anh Gia Lai | 1–1      | Pjico Sông Lam Nghệ An |
| ----------------- | -------- | ---------------------- |
|                   | Chi tiết |                        |

| Pjico Sông Lam Nghệ An                          | 3–0      | Khánh Hòa |
| ----------------------------------------------- | -------- | --------- |
| - Quốc Hiền 63' - Mạnh Huy 75' - Ngọc Thông 90' | Chi tiết |           |

| Thành Long                        | 2–1      | Hoàng Anh Gia Lai                |
| --------------------------------- | -------- | -------------------------------- |
| - Hùng Long 72' - Ngọc Tùng 90+4' | Chi tiết | - Duy Trung 88' - Trọng Linh 26' |

### Bảng B
| VT | Đội              | ST | T | H | B | BT | BB | HS | Đ | Giành quyền tham dự     |
| -- | ---------------- | -- | - | - | - | -- | -- | -- | - | ----------------------- |
| 1  | Đồng Tháp        | 3  | 2 | 1 | 0 | 5  | 3  | +2 | 7 | Vòng đấu loại trực tiếp |
| 2  | Sông Đà Nam Định | 3  | 1 | 2 | 0 | 1  | 0  | +1 | 5 | Vòng đấu loại trực tiếp |
| 3  | Đà Nẵng          | 3  | 1 | 0 | 2 | 4  | 4  | 0  | 3 |                         |
| 4  | Ngân hàng Đông Á | 3  | 0 | 1 | 2 | 1  | 4  | −3 | 1 |                         |

| Đà Nẵng                          | 2–0      | Ngân hàng Đông Á |
| -------------------------------- | -------- | ---------------- |
| - Ngọc Long 27' - Quang Tuấn 37' | Chi tiết |                  |

| Delta Đồng Tháp | 0–0 | Sông Đà Nam Định |
| --------------- | --- | ---------------- |
|                 |     |                  |

| Ngân hàng Đông Á | 0–0      | Sông Đà Nam Định |
| ---------------- | -------- | ---------------- |
|                  | Chi tiết |                  |

| Đà Nẵng                         | 2–3      | Delta Đồng Tháp                            |
| ------------------------------- | -------- | ------------------------------------------ |
| - Phước Vĩnh 53' - Ngọc Ngà 81' | Chi tiết | - Thanh Bình 5', 18' (ph.đ.) - Văn Pho 27' |

| Delta Đồng Tháp | 2–1      | Ngân hàng Đông Á |
| --------------- | -------- | ---------------- |
|                 | Chi tiết |                  |

| Sông Đà Nam Định | 1–0      | Đà Nẵng |
| ---------------- | -------- | ------- |
| Trọng Lộc 90'    | Chi tiết |         |

## Vòng đấu loại trực tiếp
Trong vòng đấu loại trực tiếp, hiệp phụ (có áp dụng luật bàn thắng vàng) và loạt sút luân lưu sẽ được sử dụng để quyết định đội thắng nếu cần thiết.

### Bán kết
| Pjico Sông Lam Nghệ An | 1–1 (s.h.p.) | Sông Đà Nam Định |
| ---------------------- | ------------ | ---------------- |
|                        | Chi tiết     | Thanh Nguyên 16' |
| Loạt sút luân lưu      |              |                  |
|                        | 1–3          |                  |

| Delta Đồng Tháp | 0–1      | Khánh Hòa             |
| --------------- | -------- | --------------------- |
|                 | Chi tiết | Văn Phong 75' (ph.đ.) |

### Chung kết
| Sông Đà Nam Định | 1–0      | Khánh Hòa |
| ---------------- | -------- | --------- |
| - Ngọc Linh 55'  | Chi tiết |           |

## Thống kê

### Vô địch
| Vô địch Giải bóng đá U-21 Quốc gia 2004 |
| --------------------------------------- |
| Sông Đà Nam Định Lần thứ 1              |

### Các giải thưởng
Các giải thưởng sau đây đã được trao sau khi giải đấu kết thúc:
| Vua phá lưới                      | Cầu thủ xuất sắc nhất             | Thủ môn xuất sắc nhất           | Giải phong cách |
| --------------------------------- | --------------------------------- | ------------------------------- | --------------- |
| Phan Thanh Bình (Delta Đồng Tháp) | Trần Đức Dương (Sông Đà Nam Định) | Phạm Ngọc Tú (Sông Đà Nam Định) | Khánh Hòa       |

### Đội hình tiêu biểu
Đội hình tiêu biểu của giải đấu, do ban tổ chức bình chọn, là đội hình gồm những cầu thủ thi đấu ấn tượng nhất tại các vị trí được chọn lựa trong giải đấu.
| Cầu thủ                         | Cầu thủ | Cầu thủ                                  | Cầu thủ | Cầu thủ                                 | Cầu thủ  | Cầu thủ                                   |
| Thủ môn                         | Hậu vệ  | Hậu vệ                                   | Tiền vệ | Tiền vệ                                 | Tiền đạo | Tiền đạo                                  |
| ------------------------------- | ------- | ---------------------------------------- | ------- | --------------------------------------- | -------- | ----------------------------------------- |
| Phạm Ngọc Tú (Sông Đà Nam Định) | LB      |                                          | LM      | Trần Đức Dương (Sông Đà Nam Định)       |          | Trần Trọng Lộc (Sông Đà Nam Định)         |
| Phạm Ngọc Tú (Sông Đà Nam Định) | CB      | Nguyễn Minh Đức (Pjico Sông Lam Nghệ An) | CM      | Phan Như Thuật (Pjico Sông Lam Nghệ An) |          | Phan Thanh Bình (Delta Đồng Tháp)         |
| Phạm Ngọc Tú (Sông Đà Nam Định) | CB      | Trần Hải Lâm (Hoàng Anh Gia Lai)         | RM      | Nguyễn Quý Sửu (Delta Đồng Tháp)        |          | Nguyễn Công Mạnh (Pjico Sông Lam Nghệ An) |
| Phạm Ngọc Tú (Sông Đà Nam Định) | RB      | Lê Tấn Tài (Khánh Hoà)                   | RM      | Nguyễn Quý Sửu (Delta Đồng Tháp)        |          | Nguyễn Công Mạnh (Pjico Sông Lam Nghệ An) |

### Cầu thủ ghi bàn
Đã có 31 bàn thắng ghi được trong 15 trận đấu, trung bình 2.07 bàn thắng mỗi trận đấu.